# Harpiolot filipiński
Harpiolot filipiński (Harpyionycteris whiteheadi) – gatunek ssaka z podrodziny Harpyionycterinae w obrębie rodziny rudawkowatych (Pteropodidae).

## Taksonomia
Gatunek po raz pierwszy zgodnie z zasadami nazewnictwa binominalnego opisał w 1896 roku brytyjski zoolog Oldfield Thomas, nadając mu nazwę Harpyionycteris Whiteheadi. Holotyp pochodził z Mindoro, na wysokości 5000 ft (1524 m), w Filipinach. Podgatunek po raz pierwszy zgodnie z zasadami nazewnictwa binominalnego opisali w 1970 roku kanadyjscy teriolodzy Randolph L. Peterson i M. Brock Fenton nadając mu nazwę Harpyionycteris whiteheadi negrosensis. Holotyp pochodził z Balanan, na wysokości pomiędzy 500 ft (152 m) a 1000 ft (305 m), w Siaton, na Negros, w Filipinach. 
Autorzy Illustrated Checklist of the Mammals of the World rozpoznają dwa podgatunki. 

### Etymologia
- Harpyionycteris: rodzaj Harpyia Illiger, 1811 (rurkonos); gr. νυκτερις nukteris, νυκτεριδος nukteridos „nietoperz”[8].
- whiteheadi: John Whitehead (1860–1899), brytyjski odkrywca, kolekcjoner z Borneo w latach 1885–1888, Filipin w latach 1893–1896 i Hajnanu w 1899 roku[9].
- negrosensis: Negros, Filipiny[3].

## Zasięg występowania
Harpiolot filipiński występuje endemicznie w Filipinach zamieszkując w zależności od podgatunku:
- H. whiteheadi whiteheadi – Luzon, wschodnie Visayas i Mindanao; brak ostatecznych danych dotyczących Catanduanes, Marinduque, Bohol, Sibuyan i Tablas (na dwóch ostatnich wyspach mogą występować populacje podgatunku negrosensis).
- H. whiteheadi negrosensis – zachodnie Visayas (Panay, Negros i Cebu).

## Charakterystyka

### Morfologia
Długość ciała 130–159 mm, ogona brak, długość ucha 20–25 mm, długość tylnej stopy 21–25 mm, długość przedramienia 84–91 mm; masa ciała 99–140 g. Głowa jest okrągła z mocnym, stożkowatym pyskiem. Nozdrza są krótkie, rurkowate. Oczy są duże, a uszy długie i owalne. Jest pokryty jednolitą, gęstą, brązową sierścią. Ma krótkie nogi. Jego szerokie skrzydła mają drobne plamki. 

### Dieta
Żywi się głównie pnączami drzew Pandan oraz owocami. Skierowane do przodu siekacze działają jak nożyczki, co ułatwia zrywanie pożywienia z drzew.

### Habitat
Harpiolot filipiński występuje w lasach tropikalnych, głównie na wyspie Celebes do 1700 m n.p.m. Potrafią latać, jednak nigdy nie odlatują dalej niż kilka kilometrów od swoich głównych siedlisk.

### Rozmnażanie
Mają dwa razy w roku sezon rozrodczy, pierwszy od stycznia do lutego i drugi od lipca do sierpnia. Ich ciąża trwa około 4-5 miesięcy. Zwykle rodzi się jedno młode, które osiąga dojrzałość płciową po 1 roku.  

## Tryb życia
Żyją w niewielkich grupach, szukają schronienia na drzewach w podszycie. Wydają z siebie wysokie, piskliwe dźwięki podczas lotu.

## Status
W Czerwonej księdze gatunków zagrożonych Międzynarodowej Unii Ochrony Przyrody i Jej Zasobów Harpiolot filipiński został zakwalifikowany jako gatunek najmniejszej troski (LC – ang. least concern ). Ich populacja jest stabilna, jednak największym zagrożeniem dla nich jest wycinka lasów.